# Urochloa setigera
Urochloa setigera är en gräsart som först beskrevs av Anders Jahan Retzius, och fick sitt nu gällande namn av Otto Stapf. Urochloa setigera ingår i släktet leverhirser, och familjen gräs. Inga underarter finns listade i Catalogue of Life.